# Inauguratie van Joe Biden
De inauguratie van Joe Biden als de 46e president van de Verenigde Staten vond plaats op 20 januari 2021. Hiermee begon de vierjarige termijn van Joe Biden als president en Kamala Harris als vicepresident. De 59e presidentiële inauguratie vond plaats aan de westzijde van het Capitool in Washington D.C. Biden legde de presidentiële ambtseed af, waarna Harris de vice-presidentiële ambtseed aflegde.
De inaugurele thema's waren "America United" en "Our Determined Democracy: Forging a More Perfect Union", een verwijzing naar de preambule van de Grondwet van de Verenigde Staten.
De inauguratie vond plaats tijdens buitengewone crises met betrekking tot de politiek, de economie, de volksgezondheid en de nationale veiligheid, waaronder de aanhoudende coronapandemie; de pogingen van voormalige president Donald Trump om de presidentiële verkiezingen in 2020 ongedaan te maken, waardoor het Capitool werd bestormd; de tweede afzettingsprocedure tegen Donald Trump; en de dreiging van brede burgerlijke onrust, waardoor er landelijke inzet van de politie was. De festiviteiten werden sterk ingeperkt om besmettingen van COVID-19 te voorkomen en de kans op geweld in de buurt van het Capitool te verminderen.
Het aanwezige publiek was beperkt; leden van het Congres waren aanwezig met een gast naar keuze, waardoor het op een State of the Union leek. Maatregelen tegen de verspreiding van COVID-19 waren aanwezig, zoals het verplicht dragen van een mondkapje, het zich laten testen op het virus, temperatuurcontroles en sociale onthouding, om de deelnemers van de ceremonie te beschermen.
Van de voormalig presidenten waren Bill Clinton, George W. Bush en Barack Obama aanwezig met hun echtgenotes. Donald Trump weigerde te komen en de 96-jarige oud-president Jimmy Carter was afwezig vanwege gezondheidsproblemen.